# Blombaggar
Blombaggar (Oedemeridae) är en familj i ordningen skalbaggar. Det förekommer omkring 1 500 arter i hela världen och i Europa finns 122 arter eller underarter.

## Kännetecken
Blombaggar varierar i kroppslängden mellan 5 och 22 millimeter. De liknar långhorningar och har likaså en långsträckt kropp men skalen är mjukare. De flesta är gul- eller svartaktiga men det finns även metalliskt glänsande exemplar i grön, blå och svartblå. Den främre delen av skalbaggens thorax har ibland en annan färg än den övriga kroppen och hos vissa arter skiljs hannar och honor på detta sätt. Antennerna liknar vanligen en tråd och har 11 segment. Ibland förekommer sågade antenner och hos vissa hannar finns 12 segment. De främre och de mellersta extremiteterna består av fem segment och de bakre av fyra avsnitt.

## Utbredning och habitat
Blombaggar förekommer i varma och tempererade regioner över nästan hela världen. De lever i skogar, vid skogskanter, på ängar och även i trädgårdar. Ofta sitter de på blommor av buskar eller örter.

## Levnadssätt
Som imago livnär sig blombaggar av pollen. Larverna lever i alla slags trä eller i torra stjälkar av andra växter. Vissa larver lever till och med i drivved. Övervintringen sker som puppa.